# 东新桥 (杭州)
东新桥，又名古松老桥，是杭州市拱墅区潮王路北浙江工业大学校园内、跨越上塘河的一座单孔石拱桥。古时设有东新关，隶属于北新关。东新桥始建于唐贞观年间（公元627年至649年），光绪二十五年（公元1899年）重建。上塘河从北到南过东新桥分为两支，一支向东南流，一支向西流，汇入运河。桥上有对联：“地接新关，利普工农商贾；石侍古老，源通南北东西。”桥旁有“梦溪笔谈”铸钟，以纪念桥畔曾存在过的梦溪村。宋朝以前，京杭运河经由上塘河抵达杭州。古时湖墅为杭州城北的集镇，上自武林門，下至北新關，以及西則錢塘門而抵觀音關止，東則艮山門而抵東新關止。